# Noyondari
Noyondari Jonon (mongol : ᠨᠣᠶᠠᠨᠳᠠᠷᠢ
ᠵᠢᠨᠤᠩ, VPMC : Noyandari jinung, cyrillique : Ноёндара жонон, MNS : Noyondara Jonon), né en 1522 et décédé en 1572, est un jinong, il succède à son père, Gün Bilig à ce titre en 1542, et il sera suivi à sa mort par Buyanbaatar Khuntaij (mn) (mongol : Буянбаатар хунтайж).